# Роузмънт (Илинойс)
Роузмънт (на английски: Rosemont) е село в агломерацията на град Чикаго, САЩ. То е разположено в окръг Кук, щата Илинойс.

## Население

### Етнически състав
Дял на етническите групи според оценки на Бюрото за преброяване на населението:
- Мексиканци – 31 %
- Германци – 15 %
- Поляци – 13 %
- Италианци – 12 %
- Ирландци – 5 %
- Българи – 3 %
- Филипинци – 2 %
- Шведи – 2 %
- Араби – 2 %
- Датчани – 2 %
- Други народи от Латинска Америка – 2 %
- Други славянски народи – 2 %
- Чехи – 2 %
- Гърци – 2 %
- Англичани – 2 %
- Норвежци – 1 %
- Народи от Пуерто Рико – 1 %
- Черни – 1 %
- Народи от Индия – 1 %
- Французи – 1 %
- Народи от Централна Америка – 1 %
- Палестинци – 1 %
- Сирийци – 1 %
- Португалци – 1 %
- Индианци – 1 %
- Китайци – 1 %